# Liste du patrimoine immatériel nécessitant une sauvegarde urgente
La liste du patrimoine immatériel nécessitant une sauvegarde urgente est une mesure de sauvegarde internationale du Patrimoine culturel immatériel qui figure dans la Convention pour la sauvegarde du patrimoine culturel immatériel adoptée par l'UNESCO en 2003. La sauvegarde internationale du PCI s’organise également autour de la Liste représentative du patrimoine culturel immatériel de l’humanité et du Registre des meilleures pratiques de sauvegarde.
C'est à partir de 2009 qu'a été créée la liste des éléments en sauvegarde urgente. En 2021, 71 pratiques sont inscrites sur cette liste.

## Critères d’inscription sur la Liste du patrimoine immatériel nécessitant une sauvegarde urgente
« Dans les dossiers de candidature, il est demandé à l’(aux) État(s) partie(s) soumissionnaire(s) de démontrer qu’un élément proposé pour l’inscription sur la Liste du patrimoine culturel immatériel nécessitant une sauvegarde urgente satisfait à l’ensemble des critères suivants :
- U.1 L’élément est constitutif du patrimoine culturel immatériel tel que défini à l’article 2 de la Convention.
- U.2
  - a. L’élément nécessite une sauvegarde urgente parce que sa viabilité est en péril, en dépit des efforts déployés par la communauté, le groupe ou, le cas échéant, les individus et l’(es) État(s) partie(s) concerné(s) ;
  - ou b. L’élément se trouve dans une nécessité extrêmement urgente de sauvegarde parce qu’il fait l’objet de menaces sérieuses auxquelles il ne pourrait pas survivre sans sauvegarde immédiate.
- U.3 Des mesures de sauvegarde sont élaborées pour qu’elles puissent permettre à la communauté, au groupe ou, le cas échéant, aux individus concernés de poursuivre la pratique et la transmission de l’élément.
- U.4 L’élément a été soumis au terme de la participation la plus large possible de la communauté, du groupe ou, le cas échéant, des individus concernés et avec leur consentement libre, préalable et éclairé.
- U.5 L’élément figure dans un inventaire du patrimoine culturel immatériel présent sur le(s) territoire(s) de(s) (l’)État(s) partie(s) soumissionnaire(s), tel que défini dans les articles 11 et 12 de la Convention.
- U.6 Dans des cas d’extrême urgence, l’(es) État(s) partie(s) concerné(s) a (ont) été dûment consulté(s) sur la question de l’inscription de l’élément conformément à l’article 17.3 de la Convention. »[3]

## Éléments inscrits sur la Liste du patrimoine immatériel nécessitant une sauvegarde urgente
| Intitulé officiel | Pays                        | Date d’inscription | Référence et lien |
| --- | --------------------------- | ------------------ | ----------------- |
| Le Sanké mon : rite de pêche collective dans le Sanké | Mali                        | 2009               | 00289             |
| Le rite des Tsars de Kalyady (Tsars de Noël) | Biélorussie                 | 2009               | 00308             |
| Le chant Ca trù | Viêt Nam                    | 2009               | 00309             |
| Le Tuuli mongol : épopée mongole | Mongolie                    | 2009               | 00310             |
| Le Biyelgee mongol : danse populaire traditionnelle mongole | Mongolie                    | 2009               | 00311             |
| La musique traditionnelle pour flûte tsuur | Mongolie                    | 2009               | 00312             |
| Les traditions et pratiques associées aux Kayas dans les forêts sacrées des Mijikenda | Kenya                       | 2009               | 00313             |
| L’espace culturel des Suiti | Lettonie                    | 2009               | 00314             |
| Le Cantu in paghjella profane et liturgique de Corse de tradition orale | France                      | 2009               | 00315             |
| Le Meshrep | Chine                       | 2010               | 00304             |
| Le chant Ojkanje | Croatie                     | 2010               | 00320             |
| La technique des cloisons étanches des jonques chinoises | Chine                       | 2010               | 00321             |
| L’imprimerie chinoise à caractères mobiles en bois | Chine                       | 2010               | 00322             |
| La danse Saman | Indonésie                   | 2011               | 00509             |
| Al Sadu, tissage traditionnel dans les Émirats arabes unis | Émirats arabes unis         | 2011               | 00517             |
| La société secrète des Kôrêdugaw, rite de sagesse du Mali | Mali                        | 2011               | 00520             |
| Le Yaokwa, rituel du peuple Enawene Nawe pour le maintien de l’ordre social et cosmique | Brésil                      | 2011               | 00521             |
| L’épopée maure T’heydinne | Mauritanie                  | 2011               | 00524             |
| Le Yimakan, les récits oraux des Hezhen | Chine                       | 2011               | 00530             |
| Eshuva, prières chantées en Harákmbut des Huachipaire du Pérou | Pérou                       | 2011               | 00531             |
| Les compétences traditionnelles de construction et de navigation des bateaux iraniens Lenj dans le golfe Persique                                                                               | Iran                        | 2011               | 00534             |
| Le Naqqāli, narration dramatique iranienne | Iran                        | 2011               | 00535             |
| Le chant Xoan de la Province de Phú Thọ | Viêt Nam                    | 2011               | 00538             |
| La technique d’interprétation du chant long des joueurs de flûte limbe – la respiration circulaire                                                                                              | Mongolie                    | 2011               | 00543             |
| Le noken, sac multifonctionnel noué ou tissé, artisanat du peuple de Papouasie | Indonésie                   | 2012               | 00619             |
| L’ala-kiyiz et le chirdak, l’art du tapis traditionnel kirghiz en feutre | Kirghizistan                | 2012               | 00693             |
| Le bigwala, musique de trompes en calebasse et danse du royaume du Busoga en Ouganda | Ouganda                     | 2012               | 00749             |
| Le savoir-faire de la poterie en terre cuite dans le district de Kgatleng au Botswana | Botswana                    | 2012               | 00753             |
| La calligraphie mongole | Mongolie                    | 2013               | 00873             |
| La cérémonie de la Paach | Guatemala                   | 2013               | 00863             |
| La tradition de l’empaako des Batooro, Banyoro, Batuku, Batagwenda et Banyabindi de l’ouest de l’Ouganda                                                                                        | Ouganda                     | 2013               | 00904             |
| Le tchovgan, jeu équestre traditionnel pratiqué à dos de chevaux karabakhs en République d'Azerbaïjdan                                                                                          | Azerbaïdjan                 | 2013               | 00905             |
| La danse Isukuti des communautés Isukha et Idakho de l’ouest du Kenya | Kenya                       | 2014               | 00981             |
| La cérémonie de purification des garçons chez les Lango du centre-nord de l’Ouganda | Ouganda                     | 2014               | 00982             |
| La tradition orale Mapoyo et ses points de référence symboliques dans leur territoire ancestral                                                                                                 | Venezuela                   | 2014               | 00983             |
| La tradition orale Koogere des Basongora, Banyabidi et Batooro | Ouganda                     | 2015               | 00911             |
| Le rituel pour amadouer les chamelles | Mongolie                    | 2015               | 01061             |
| La fabrication des sonnailles | Portugal                    | 2015               | 01065             |
| La musique traditionnelle vallenato de la région du Magdalena Grande | Colombie                    | 2015               | 01095             |
| Le glasoechko, chant d'hommes à deux voix dans le bas Polog | Macédoine du Nord           | 2015               | 01104             |
| Le chapei Dang Veng | Cambodge                    | 2016               | 01165             |
| La danse et musique de lyre arquée ma’di | Ouganda                     | 2016               | 01187             |
| Les chants cosaques de la région de Dnipropetrovsk | Ukraine                     | 2016               | 01194             |
| Le processus de fabrication de la poterie noire de Bisalhães | Portugal                    | 2016               | 01199             |
| Le dikopelo, musique traditionnelle des Bakgatla ba Kgafela dans le district de Kgatleng | Botswana                    | 2017               | 01290             |
| Les chants de travail de llano colombo-vénézuéliens | Colombie et Venezuela       | 2017               | 01285             |
| Les pratiques traditionnelles mongoles de vénération de sites sacrés | Mongolie                    | 2017               | 00871             |
| La Taskiwin, danse martiale du Haut-Atlas occidental | Maroc                       | 2017               | 01256             |
| Le langage sifflé | Turquie                     | 2017               | 00658             |
| L'Al ‘azi, art de la poésie, symbole de louange, de fierté et de force d'âme | Émirats arabes unis         | 2017               | 01268             |
| Les savoirs et savoir-faire des mesureurs d’eau des foggaras ou aiguadiers du Touat-Tidikelt | Algérie                     | 2018               | 01274             |
| Le yalli (kochari, tenzere), danses collectives traditionnelles du Nakhtchivan | Azerbaïdjan                 | 2018               | 01190             |
| Le lkhon khol de Wat Svay Andet | Cambodge                    | 2018               | 01374             |
| Les marionnettes à gaine traditionnelles | Égypte                      | 2018               | 01376             |
| L’Enkipaata, l’Eunoto et l’Olng’esherr, trois rites de passage masculins de la communauté masaï                                                                                                 | Kenya                       | 2018               | 01390             |
| Le Suri Jagek (observation du soleil), pratique météorologique et astronomique traditionnelle fondée sur l'observation du soleil, de la lune et des étoiles par rapport à la topographie locale | Pakistan                    | 2018               | 01381             |
| Le théâtre d'ombres | Syrie                       | 2018               | 01368             |
| Le seperu, danse populaire et pratiques associées | Botswana                    | 2019               | 01502             |
| Les rituels et pratiques associés au sanctuaire de Kit Mikayi | Kenya                       | 2019               | 01489             |
| Le séga tambour des Chagos | Maurice                     | 2019               | 01490             |
| Le Buklog, système de rituels de gratitude des Subanen | Philippines                 | 2019               | 01495             |
| Le rite du printemps de Juraǔski Karahod | Biélorussie                 | 2019               | 01458             |
| Le tissage à la main en Haute-Égypte (Sa’eed) | Égypte                      | 2020               | 01605             |
| Les connaissances et les savoir-faire musicaux ancestraux d'Aixan /gâna/ob #ans tsî //khasigu                                                                                                   | Namibie                     | 2020               | 01540             |
| Les connaissances et techniques traditionnelles associées au vernis de Pasto mopa-mopa de Putumayo et Nariño                                                                                    | Colombie                    | 2020               | 01599             |
| Les pratiques et expressions culturelles liées au "M'bolon", instrument de musique traditionnel à percussion                                                                                    | Mali                        | 2021               | 01689             |
| Le tais, tissu traditionnel | Timor oriental              | 2021               | 01688             |
| La navigation traditionnelle et la construction de pirogues des îles Carolines | États fédérés de Micronésie | 2021               | 01735             |
| La construction et l’utilisation des pirogues monoxyles expansées dans la région de Soomaa | Estonie                     | 2021               | 01689             |
| La culture de la préparation du bortsch ukrainien | Ukraine                     | 2022               | 01852             |
| L'art de la poterie du peuple Chăm | Viêt Nam                    | 2022               | 01574             |
| La poterie de Quinchamalí et Santa Cruz de Cuca (es) | Chili                       | 2022               | 01847             |
| La xhubleta, savoir-faire, artisanat et formes d’utilisation | Albanie                     | 2022               | 01880             |
| Le travail traditionnel de la pierre d'Ahlat | Turquie                     | 2022               | 00655             |
| L'Ingoma Ya Mapiko | Mozambique                  | 2023               | 01996             |
| Le Mek Mulung (en) | Malaisie                    | 2023               | 01610             |
| Le soufflage du verre traditionnel syrien | Syrie                       | 2023               | 01956             |
| Le Xeedho | Djibouti                    | 2023               | 02001             |
| Les connaissances, méthodes et pratiques traditionnelles associées à la culture de l'olive | Turquie                     | 2023               | 01983             |
| Les techniques ancestrales et traditionnelles d’élaboration du « Poncho Para'i de 60 Listas » de la ville de Piribebuy, République du Paraguay                                                  | Paraguay                    | 2023               | 01992             |
| L'art du spectacle du Reog Ponorogo (en) | Indonésie                   | 2024               | 01969             |
| Le rituel wosana et les pratiques associées | Botswana                    | 2024               | 02117             |

### Éléments anciennement inscrits
| Intitulé officiel                                                                               | Pays  | Période   | Commentaire                                 | Référence et lien |
| ----------------------------------------------------------------------------------------------- | ----- | --------- | ------------------------------------------- | ----------------- |
| La conception et les pratiques traditionnelles de construction des ponts chinois de bois en arc | Chine | 2009-2024 | Inscrit en 2024 sur la liste représentative | 02156             |
| Le festival du Nouvel An des Qiang                                                              | Chine | 2009-2024 | Inscrit en 2024 sur la liste représentative | 02155             |
| Les techniques textiles traditionnelles des Li : filage, teinture, tissage et broderie          | Chine | 2009-2024 | Inscrit en 2024 sur la liste représentative | 02153             |